# Тунисер
Тунис ер (IATA: TU, ICAO: TAR) (арап. الخطوط التونسية) је национални авио-превозник Туниса, са седиштем у Тунису.
Основан је 1948. године. Тунис ер обавља редовне летове ка дестинацијама у Африци, Европи и на Блиском истоку. Базиран је на Аеродрому Тунис.
Авио-компанија је члан Организације Арапских Авио-компанија.
Тунис ер лети 2 пута недељно на линији Монастир-Београд-Монастир.

## Дестинације
Тунис ер лети ка 60 редовних дестинација и око 80 чартер дестинација.
Видите: Редовне линије Тунис ер-а

## Флота
| Тип             | Укупно | Седишта                | Напомена |
| --------------- | ------ | ---------------------- | -------- |
| Ербас A300-600Р | 3      | 263 (28/235)           |          |
| Ербас A319-100  | 4      | 144 (144)              |          |
| Ербас A320-200  | 14     | 145 (25/120) 174 (174) |          |
| Боинг 737-200K  | 1      | -                      | Карго    |
| Боинг 737-500   | 4      | 126 (126)              |          |
| Боинг 737-600   | 7      | 126 (126)              |          |